# Чатни
Чатни (хинди चटनी, англ. Chutney) — большая группа традиционных индийских соусов, оттеняющих вкус основного блюда. Острые чатни хорошо дополняют неострые блюда, своим ярким цветом украшая стол.
Варёные чатни иногда делают из овощей, но чаще всего — из фруктов. На их приготовление уходит довольно много времени, так как компоненты следует варить до тех пор, пока они не разварятся полностью. Сырые чатни готовят, смешивая между собой компоненты и измельчая их в однородную пасту.
Чатни обычно сладки и приятны на вкус. Они возбуждают аппетит и стимулируют пищеварение. Чтобы оттенить вкус основного блюда, достаточно одной-двух ложек чатни, которые подают в маленьких розетках или кладут на тарелку рядом с рисом.
Чатни являются обязательным дополнением к таким блюдам, как пани пури, идли и доса.
Одними из наиболее популярных в Индии чатни являются тамариндовое, кокосовое, мятное и арахисовое чатни. Однако видов чатни существует гораздо больше. В их состав может входить практически что угодно из растительной (и не только пищи): тернослива, изюм, баклажан, солёные огурцы, ревень, чеснок, репчатый лук, кориандр/кинза, а также, к примеру, йогурт и калье.
При этом только в Индии (а чатни распространены также на Шри-Ланке и в Пакистане) вариации чатни сильно разнятся по разным штатам. К примеру, в штате Химачал-Прадеш наиболее популярно сочетание баклажана и гуавы, а в Уттаракханде основой может выступать конопля.
Чатни пользуются значительной популярностью в современной английской кухне с тех пор, как англичане познакомились с этим типом соусов в эпоху колонизации Индии.

## Галерея

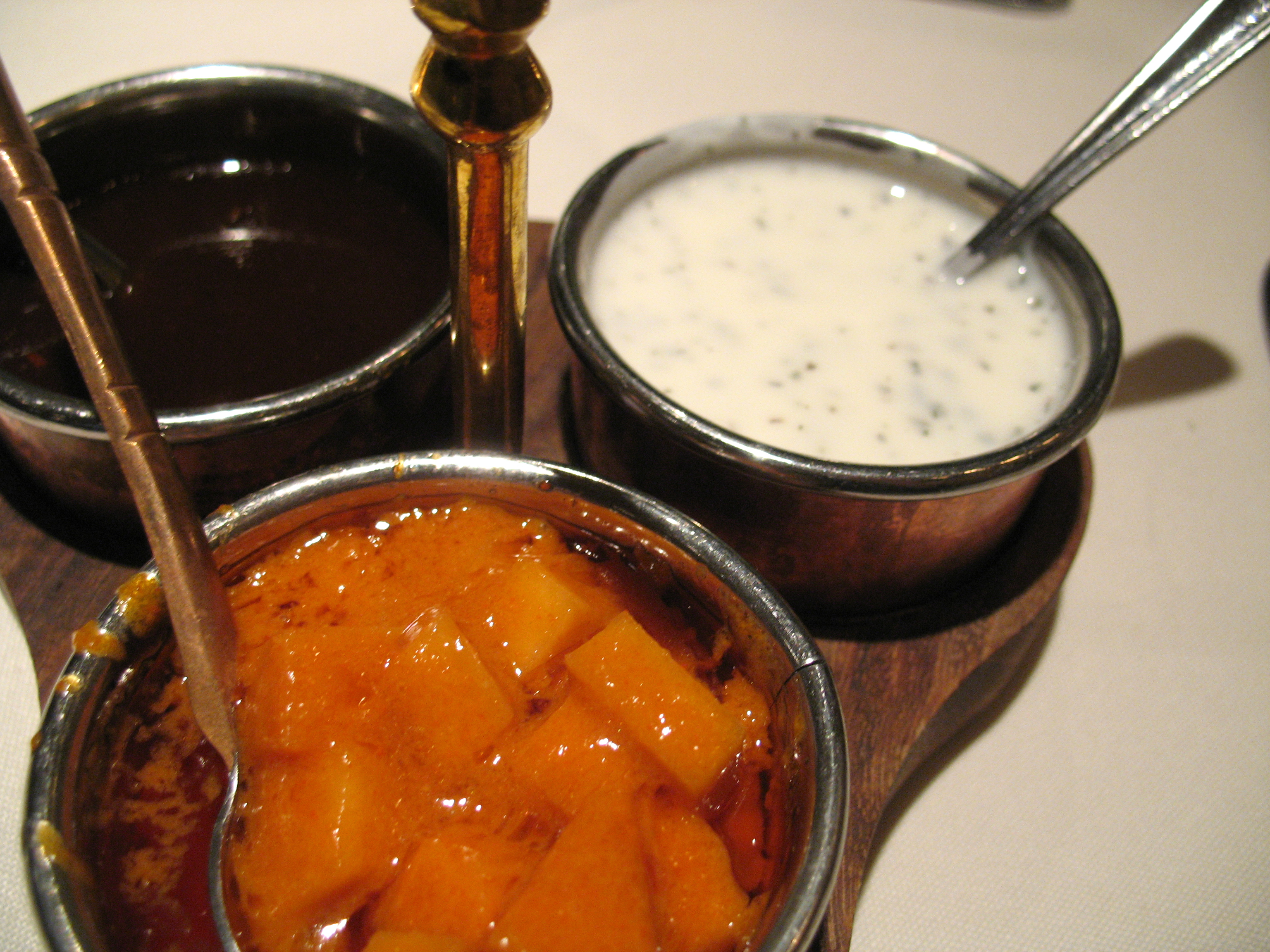
Различные виды чатни.
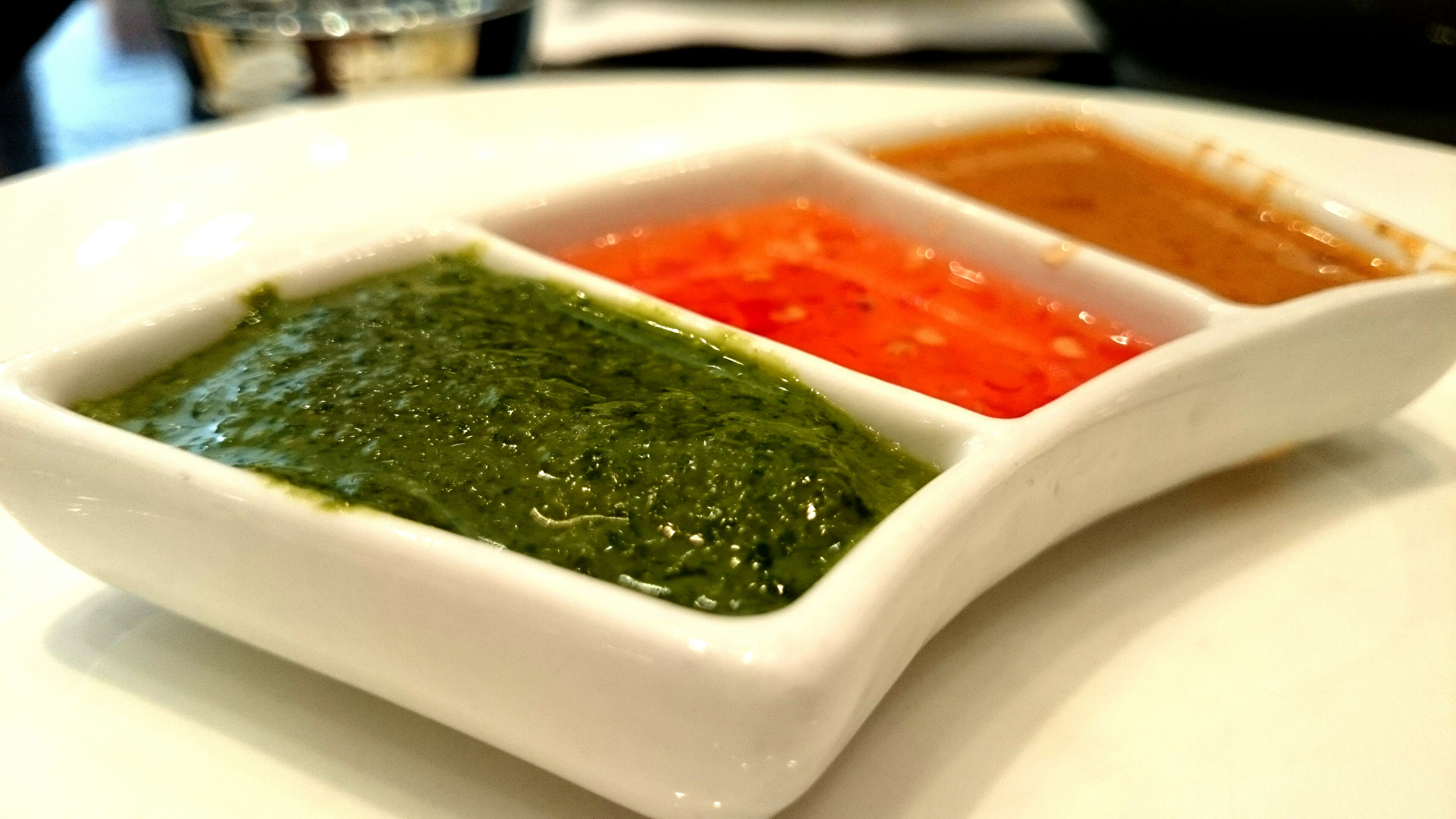
Чатни различных видов.